# 2000 Guineas Stakes
2000 Guineas Stakes är ett engelskt galopplöp för treåriga fullblod som rids årligen på Newmarket Racecourse i Suffolk i England i april. Det är ett Grupp 1-löp, det vill säga ett löp av högsta internationella klass. Första upplagan av 2000 Guineas Stakes reds 1809, och rids över distansen 1 mile, 1 609 meter.
Den samlade prissumman i löpet är ca 400 000 pund. 

## Triple Crown
2000 Guineas Stakes är det första av de tre löp som ingår i den engelska galoppsportens Triple Crown. De övriga loppen som ingår i Triple Crown är Epsom Derby, som rids på Epsom Downs Racecourse i Epsom i Surrey, och St Leger Stakes som rids på Town Moor i Doncaster i Yorkshire. Att en häst vinner samtliga dessa tre lopp under sin treåringssäsong innebär att hästen tar en Triple Crown. Totalt har 15 hästar lyckats ta en Triple Crown.

## Segrare
‡ anger ett sto.
† anger häst som tagit en Triple Crown.
| År        | Häst               | Jockey                     | Tränare                         | Tid     |
| --------- | ------------------ | -------------------------- | ------------------------------- | ------- |
| 2022      | Coroebus           | James Doyle                | Charlie Appleby                 | 1:36.27 |
| 2021      | Poetic Flare       | Kevin Manning              | Jim Bolger                      | 1:35.69 |
| 2020      | Kameko             | Oisin Murphy               | Andrew Balding                  | 1:34.72 |
| 2019      | Magna Grecia       | Donnacha O'Brien           | Aidan O'Brien                   | 1:36.84 |
| 2018      | Saxon Warrior      | Donnacha O'Brien           | Aidan O'Brien                   | 1:36.55 |
| 2017      | Churchill          | Ryan Moore                 | Aidan O'Brien                   | 1:36.61 |
| 2016      | Galileo Gold       | Frankie Dettori            | Hugo Palmer                     | 1:35.91 |
| 2015      | Gleneagles         | Ryan Moore                 | Aidan O'Brien                   | 1:37.55 |
| 2014      | Night of Thunder   | Kieren Fallon              | Richard Hannon Jr.              | 1:36.61 |
| 2013      | Dawn Approach      | Kevin Manning              | Jim Bolger                      | 1:35.84 |
| 2012      | Camelot            | Joseph O'Brien             | Aidan O'Brien                   | 1:42.46 |
| 2011      | Frankel            | Tom Queally                | Henry Cecil                     | 1:37.30 |
| 2010      | Makfi              | Christophe Lemaire         | Mikel Delzangles                | 1:36.35 |
| 2009      | Sea the Stars      | Michael Kinane             | John Oxx                        | 1:35.88 |
| 2008      | Henrythenavigator  | Johnny Murtagh             | Aidan O'Brien                   | 1:39.14 |
| 2007      | Cockney Rebel      | Olivier Peslier            | Geoff Huffer                    | 1:35.28 |
| 2006      | George Washington  | Kieren Fallon              | Aidan O'Brien                   | 1:36.86 |
| 2005      | Footstepsinthesand | Kieren Fallon              | Aidan O'Brien                   | 1:36.10 |
| 2004      | Haafhd             | Richard Hills              | Barry Hills                     | 1:36.64 |
| 2003      | Refuse to Bend     | Pat Smullen                | Dermot Weld                     | 1:37.98 |
| 2002      | Rock of Gibraltar  | Johnny Murtagh             | Aidan O'Brien                   | 1:36.50 |
| 2001      | Golan              | Kieren Fallon              | Sir Michael Stoute              | 1:37.48 |
| 2000      | King's Best        | Kieren Fallon              | Sir Michael Stoute              | 1:37.77 |
| 1999      | Island Sands       | Frankie Dettori            | Saeed bin Suroor                | 1:37.14 |
| 1998      | King of Kings      | Michael Kinane             | Aidan O'Brien                   | 1:39.25 |
| 1997      | Entrepreneur       | Michael Kinane             | Michael Stoute                  | 1:35.64 |
| 1996      | Mark of Esteem     | Frankie Dettori            | Saeed bin Suroor                | 1:37.59 |
| 1995      | Pennekamp          | Thierry Jarnet             | André Fabre                     | 1:35.16 |
| 1994      | Mister Baileys     | Jason Weaver               | Mark Johnston                   | 1:35.08 |
| 1993      | Zafonic            | Pat Eddery                 | André Fabre                     | 1:35.32 |
| 1992      | Rodrigo de Triano  | Lester Piggott             | Peter Chapple-Hyam              | 1:38.37 |
| 1991      | Mystiko            | Michael Roberts            | Clive Brittain                  | 1:37.83 |
| 1990      | Tirol              | Michael Kinane             | Richard Hannon Sr.              | 1:35.84 |
| 1989      | Nashwan            | Willie Carson              | Dick Hern                       | 1:36.44 |
| 1988      | Doyoun             | Walter Swinburn            | Michael Stoute                  | 1:41.73 |
| 1987      | Don't Forget Me    | Willie Carson              | Richard Hannon Sr.              | 1:36.74 |
| 1986      | Dancing Brave      | Greville Starkey           | Guy Harwood                     | 1:40.00 |
| 1985      | Shadeed            | Lester Piggott             | Michael Stoute                  | 1:37.41 |
| 1984      | El Gran Senor      | Pat Eddery                 | Vincent O'Brien                 | 1:37.41 |
| 1983      | Lomond             | Pat Eddery                 | Vincent O'Brien                 | 1:43.87 |
| 1982      | Zino               | Freddy Head                | François Boutin                 | 1:37.13 |
| 1981      | To-Agori-Mou       | Greville Starkey           | Guy Harwood                     | 1:41.43 |
| 1980      | Known Fact         | Willie Carson              | Jeremy Tree                     | 1:40.46 |
| 1979      | Tap On Wood        | Steve Cauthen              | Barry Hills                     | 1:43.60 |
| 1978      | Roland Gardens     | Frankie Durr               | Duncan Sasse                    | 1:47.33 |
| 1977      | Nebbiolo           | Gabriel Curran             | Kevin Prendergast               | 1:38.54 |
| 1976      | Wollow             | Gianfranco Dettori         | Henry Cecil                     | 1:38.09 |
| 1975      | Bolkonski          | Gianfranco Dettori         | Henry Cecil                     | 1:39.49 |
| 1974      | Nonoalco           | Yves Saint-Martin          | François Boutin                 | 1:39.58 |
| 1973      | Mon Fils           | Frankie Durr               | Richard Hannon Sr.              | 1:42.97 |
| 1972      | High Top           | Willie Carson              | Bernard van Cutsem              | 1:40.82 |
| 1971      | Brigadier Gerard   | Joe Mercer                 | Dick Hern                       | 1:39.20 |
| 1970      | Nijinsky †         | Lester Piggott             | Vincent O'Brien                 | 1:41.54 |
| 1969      | Right Tack         | Geoff Lewis                | John Sutcliffe Jr.              | 1:41.65 |
| 1968      | Sir Ivor           | Lester Piggott             | Vincent O'Brien                 | 1:39.26 |
| 1967      | Royal Palace       | George Moore               | Noel Murless                    | 1:39.37 |
| 1966      | Kashmir            | Jimmy Lindley              | Mick Bartholomew                | 1:40.68 |
| 1965      | Niksar             | Duncan Keith               | Walter Nightingall              | 1:43.31 |
| 1964      | Baldric            | Bill Pyers                 | Ernie Fellows                   | 1:38.44 |
| 1963      | Only for Life      | Jimmy Lindley              | Jeremy Tree                     | 1:45.00 |
| 1962      | Privy Councillor   | Bill Rickaby               | Tom Waugh                       | 1:38.74 |
| 1961      | Rockavon           | Norman Stirk               | George Boyd                     | 1:39.46 |
| 1960      | Martial            | Ron Hutchinson             | Paddy Prendergast               | 1:38.33 |
| 1959      | Taboun             | George Moore               | Alec Head                       | 1:42.42 |
| 1958      | Pall Mall          | Doug Smith                 | Cecil Boyd-Rochfort             | 1:39.43 |
| 1957      | Crepello           | Lester Piggott             | Noel Murless                    | 1:38.24 |
| 1956      | Gilles de Retz     | Frank Barlow               | Helen Johnson Houghton          | 1:38.76 |
| 1955      | Our Babu           | Doug Smith                 | Geoffrey Brooke                 | 1:38.83 |
| 1954      | Darius             | Manny Mercer               | Harry Wragg                     | 1:39.45 |
| 1953      | Nearula            | Edgar Britt                | Charles Elsey                   | 1:38.26 |
| 1952      | Thunderhead        | Roger Poincelet            | Etienne Pollet                  | 1:42.48 |
| 1951      | Ki Ming            | Scobie Breasley            | Michael Beary                   | 1:42.00 |
| 1950      | Palestine          | Charlie Smirke             | Marcus Marsh                    | 1:36.80 |
| 1949      | Nimbus             | Charlie Elliott            | George Colling                  | 1:38.00 |
| 1948      | My Babu            | Charlie Smirke             | Sam Armstrong                   | 1:35.80 |
| 1947      | Tudor Minstrel     | Gordon Richards            | Fred Darling                    | 1:37.80 |
| 1946      | Happy Knight       | Tommy Weston               | Henri Jelliss                   | 1:38.20 |
| 1945      | Court Martial      | Cliff Richards             | Joseph Lawson                   | 1:40.80 |
| 1944      | Garden Path ‡      | Harry Wragg                | Walter Earl                     | 1:39.60 |
| 1943      | Kingsway           | Sam Wragg                  | Joseph Lawson                   | 1:37.60 |
| 1942      | Big Game           | Gordon Richards            | Fred Darling                    | 1:40.80 |
| 1941      | Lambert Simnel     | Charlie Elliott            | Fred Templeman                  | 1:42.60 |
| 1940      | Djebel             | Charlie Elliott            | Albert Swann                    | 1:42.60 |
| 1939      | Blue Peter         | Eph Smith                  | Jack Jarvis                     | 1:39.40 |
| 1938      | Pasch              | Gordon Richards            | Fred Darling                    | 1:38.80 |
| 1937      | Le Ksar            | Charles Semblat            | Frank Carter                    | 1:44.60 |
| 1936      | Pay Up             | Bobby Dick                 | Joseph Lawson                   | 1:39.60 |
| 1935      | Bahram †           | Freddie Fox                | Frank Butters                   | 1:41.40 |
| 1934      | Colombo            | Rae Johnstone              | Thomas Hogg                     | 1:40.00 |
| 1933      | Rodosto            | Roger Brethès              | Harry Count                     | 1:40.40 |
| 1932      | Orwell             | Bobby Jones                | Joseph Lawson                   | 1:42.40 |
| 1931      | Cameronian         | Joe Childs                 | Fred Darling                    | 1:39.40 |
| 1930      | Diolite            | Freddie Fox                | Fred Templeman                  | 1:42.40 |
| 1929      | Mr Jinks           | Harry Beasley              | Atty Persse                     | 1:39.80 |
| 1928      | Flamingo           | Charlie Elliott            | Jack Jarvis                     | 1:38.80 |
| 1927      | Adam's Apple       | Jack Leach                 | Harry Cottrill                  | 1:38.20 |
| 1926      | Colorado           | Tommy Weston               | George Lambton                  | 1:43.60 |
| 1925      | Manna              | Steve Donoghue             | Fred Darling                    | 1:39.40 |
| 1924      | Diophon            | George Hulme               | Dick Dawson                     | 1:39.00 |
| 1923      | Ellangowan         | Charlie Elliott            | Jack Jarvis                     | 1:37.80 |
| 1922      | St Louis           | George Archibald           | Peter Gilpin                    | 1:43.60 |
| 1921      | Craig an Eran      | John Brennan               | Alec Taylor Jr.                 | 1:41.60 |
| 1920      | Tetratema          | Brownie Carslake           | Atty Persse                     | 1:43.20 |
| 1919      | The Panther        | Dick Cooper                | George Manser                   | 1:44.40 |
| 1918      | Gainsborough †     | Joe Childs                 | Alec Taylor Jr.                 | 1:44.60 |
| 1917      | Gay Crusader †     | Steve Donoghue             | Alec Taylor Jr.                 | 1:40.80 |
| 1916      | Clarissimus        | Jimmy Clark                | Willie Waugh                    | 1:39.60 |
| 1915      | Pommern †          | Steve Donoghue             | Charles Peck                    | 1:43.40 |
| 1914      | Kennymore          | George Stern               | Alec Taylor Jr.                 | 1:38.00 |
| 1913      | Louvois            | Johnny Reiff               | Dawson Waugh                    | 1:38.80 |
| 1912      | Sweeper            | Danny Maher                | Atty Persse                     | 1:38.40 |
| 1911      | Sunstar            | George Stern               | Charles Morton                  | 1:37.60 |
| 1910      | Neil Gow           | Danny Maher                | Percy Peck                      | 1:40.40 |
| 1909      | Minoru             | Herbert Jones              | Richard Marsh                   | 1:37.80 |
| 1908      | Norman             | Otto Madden                | John Watson                     | 1:44.60 |
| 1907      | Slieve Gallion     | Billy Higgs                | Sam Darling                     | 1:41.80 |
| 1906      | Gorgos             | Herbert Jones              | Richard Marsh                   | 1:43.80 |
| 1905      | Vedas              | Herbert Jones              | Jack Robinson                   | 1:41.20 |
| 1904      | St Amant           | Kempton Cannon             | Alfred Hayhoe                   | 1:38.80 |
| 1903      | Rock Sand †        | Skeets Martin              | George Blackwell                | 1:42.00 |
| 1902      | Sceptre † ‡        | Herbert Randall            | Bob Sievier                     | 1:39.00 |
| 1901      | Handicapper        | Bill Halsey                | Fred Day                        | 1:43.00 |
| 1900      | Diamond Jubilee †  | Herbert Jones              | Richard Marsh                   | 1:41.60 |
| 1899      | Flying Fox †       | Morny Cannon               | John Porter                     | 1:43.00 |
| 1898      | Disraeli           | Sam Loates                 | John Dawson, Sr.                | 1:41.80 |
| 1897      | Galtee More †      | Charles Wood               | Sam Darling                     | 1:40.60 |
| 1896      | St Frusquin        | Tommy Loates               | Alfred Hayhoe                   | 1:43.60 |
| 1895      | Kirkconnel         | John Watts                 | Jos Day                         | 1:42.40 |
| 1894      | Ladas              | John Watts                 | Mathew Dawson                   | 1:44.20 |
| 1893      | Isinglass †        | Tommy Loates               | James Jewitt                    | 1:42.40 |
| 1892      | Bona Vista         | Jack Robinson              | William Arthur Jarvis           | 1:54.00 |
| 1891      | Common †           | George Barrett             | John Porter                     | 1:47.00 |
| 1890      | Surefoot           | John Liddiard              | Charles Jousiffe                | 1:49.80 |
| 1889      | Enthusiast         | Tom Cannon, Sr.            | James Ryan                      | 1:45.20 |
| 1888      | Ayrshire           | John Osborne Jr.           | George Dawson                   | 1:52.20 |
| 1887      | Enterprise         | Tom Cannon, Sr.            | James Ryan                      | 1:45.60 |
| 1886      | Ormonde †          | George Barrett             | John Porter                     | 1:46.80 |
| 1885      | Paradox            | Fred Archer                | John Porter                     | 1:51.40 |
| 1884      | Scot Free          | Billy Platt                | Tom Chaloner                    | 1:48.00 |
| 1883      | Galliard           | Fred Archer                | Mathew Dawson                   | 1:50.40 |
| 1882      | Shotover ‡         | Tom Cannon, Sr.            | John Porter                     | 1:53.40 |
| 1881      | Peregrine          | Fred Webb                  | Robert Peck                     | 1:49.00 |
| 1880      | Petronel           | George Fordham             | Joe Cannon                      | 1:52.00 |
| 1879      | Charibert          | Fred Archer                | Mathew Dawson                   | 1:51.00 |
| 1878      | Pilgrimage ‡       | Tom Cannon, Sr.            | Joe Cannon                      | 1:56.00 |
| 1877      | Chamant            | Jem Goater                 | Tom Jennings, Sr.               | 1:50.00 |
| 1876      | Petrarch           | Harry Luke                 | John Dawson, Sr.                |         |
| 1875      | Camballo           | John Osborne Jr.           | Mathew Dawson                   |         |
| 1874      | Atlantic           | Fred Archer                | Mathew Dawson                   |         |
| 1873      | Gang Forward       | Tom Chaloner               | Alec Taylor, Sr.                | 1:46.00 |
| 1872      | Prince Charlie     | John Osborne Jr.           | Joseph Dawson                   |         |
| 1871      | Bothwell           | John Osborne Jr.           | Tom Dawson                      |         |
| 1870      | Macgregor          | John Daley                 | J. Waugh                        |         |
| 1869      | Pretender          | John Osborne Jr.           | Tom Dawson                      |         |
| 1868 (dh) | Formosa † ‡ Moslem | George FordhamTom Chaloner | Henry Woolcott Alec Taylor, Sr. |         |
| 1867      | Vauban             | George Fordham             | John Day                        |         |
| 1866      | Lord Lyon †        | R. Thomas                  | James Dover                     |         |
| 1865      | Gladiateur †       | Harry Grimshaw             | Tom Jennings, Sr.               |         |
| 1864      | General Peel       | Tom Aldcroft               | Tom Dawson                      | 1:48.50 |
| 1863      | Macaroni           | Tom Chaloner               | James Godding                   |         |
| 1862      | The Marquis        | Tom Ashmall                | John Scott                      |         |
| 1861      | Diophantus         | Arthur Edwards             | Joseph Dawson                   | 1:43.00 |
| 1860      | The Wizard         | Tom Ashmall                | John Scott                      |         |
| 1859      | The Promised Land  | Alfred Day                 | William Day                     |         |
| 1858      | Fitz-Roland        | John Wells                 | George Manning                  |         |
| 1857      | Vedette            | John Osborne Jr.           | George Abdale                   | 1:51.00 |
| 1856      | Fazzoletto         | Nat Flatman                | John Scott                      |         |
| 1855      | Lord of the Isles  | Tom Aldcroft               | William Day                     |         |
| 1854      | The Hermit         | Alfred Day                 | John Day                        |         |
| 1853      | West Australian †  | Frank Butler               | John Scott                      |         |
| 1852      | Stockwell          | John Norman                | William Harlock                 |         |
| 1851      | Hernandez          | Nat Flatman                | John Kent Jr.                   |         |
| 1850      | Pitsford           | Alfred Day                 | John Day                        |         |
| 1849      | Nunnykirk          | Frank Butler               | John Scott                      |         |
| 1848      | Flatcatcher        | Jem Robinson               | Henry Stebbing                  |         |
| 1847      | Conyngham          | Jem Robinson               | John Day                        |         |
| 1846      | Sir Tatton Sykes   | Bill Scott                 | William Oates                   |         |
| 1845      | Idas               | Nat Flatman                | Robert Boyce Jr.                |         |
| 1844      | The Ugly Buck      | John Day                   | John Barham Day                 |         |
| 1843      | Cotherstone        | Bill Scott                 | John Scott                      |         |
| 1842      | Meteor             | Bill Scott                 | John Scott                      |         |
| 1841      | Ralph              | John Barham Day            | W. Edwards                      |         |
| 1840      | Crucifix ‡         | John Barham Day            | John Barham Day                 |         |
| 1839      | The Corsair        | Bill Wakefield             | John Doe                        |         |
| 1838      | Grey Momus         | John Barham Day            | John Barham Day                 |         |
| 1837      | Achmet             | Edward Edwards             | James Edwards                   |         |
| 1836      | Bay Middleton      | Jem Robinson               | James Edwards                   |         |
| 1835      | Ibrahim            | Jem Robinson               | James Edwards                   |         |
| 1834      | Glencoe            | Jem Robinson               | James Edwards                   |         |
| 1833      | Clearwell          | Jem Robinson               |                                 |         |
| 1832      | Archibald          | Arthur Pavis               |                                 |         |
| 1831      | Riddlesworth       | Jem Robinson               | James Edwards                   |         |
| 1830      | Augustus           | Patrick Conolly            | Charles Marson                  |         |
| 1829      | Patron             | Frank Boyce                | Charles Marson                  |         |
| 1828      | Cadland            | Jem Robinson               | Dixon Boyce                     |         |
| 1827      | Turcoman           | Frank Buckle               | Robert Robson                   |         |
| 1826      | Dervise            | John Barham Day            | Robert Robson                   |         |
| 1825      | Enamel             | Jem Robinson               | Charles Marson                  |         |
| 1824      | Schahriar          | Will Wheatley              |                                 |         |
| 1823      | Nicolo             | Will Wheatley              | Joe Rogers                      |         |
| 1822      | Pastille ‡         | Frank Buckle               | Robert Robson                   |         |
| 1821      | Reginald           | Frank Buckle               | Robert Robson                   |         |
| 1820      | Pindarrie          | Frank Buckle               | Robert Robson                   |         |
| 1819      | Antar              | Edward Edwards             | James Edwards                   |         |
| 1818      | Interpreter        | Bill Clift                 | Richard Prince                  |         |
| 1817      | Manfred            | Will Wheatley              | Robert Stephenson               |         |
| 1816      | Nectar             | Bill Arnull                | Dixon Boyce                     |         |
| 1815      | Tigris             | Bill Arnull                | Dixon Boyce                     |         |
| 1814      | Olive              | Bill Arnull                | Dixon Boyce                     |         |
| 1813      | Smolensko          | H. Miller                  | Crouch                          |         |
| 1812      | Cwrw               | Sam Chifney Jr.            | William Chifney                 |         |
| 1811      | Trophonius         | Sam Barnard                | Dixon Boyce                     |         |
| 1810      | Hephestion         | Frank Buckle               | Robert Robson                   |         |
| 1809      | Wizard             | Bill Clift                 | Tom Perren                      |         |